# 鐵達尼號上的動物

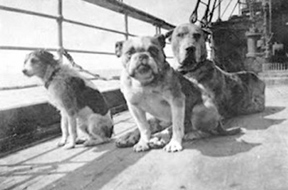
其他遠洋航線上的狗

鐵達尼號首航乘載動物有狗、貓、雞、其他鳥類及無數老鼠，但1912年4月15日郵輪撞上冰山後，只有三隻狗倖存，其餘都與郵輪一同沉入海底。

## 船難發生前
鐵達尼號艦貓名为珍妮（Jenny），平時除擔任郵輪吉祥物，還負責捕鼠。她先從姊妹船奧林匹克號轉移到鐵達尼號，後來又在船從南安普頓啟航的前一個禮拜產下幾隻小貓。平常她們都住在船上廚房裡，吃著餐廳工作人員餵給她們的廚餘剩菜。服務生維奧萊特·傑索普表示珍妮「總是把她的家庭留在洗碗工吉姆旁邊，吉姆提供溫暖的照護而她總是會去尋求吉姆的認同。」
很多狗作为寵物而被乘客帶上船。一般而言，狗需要關在F甲板的狗舍，但在船員不知情或视而不见之情形下，一些頭等艙乘客将宠物狗安置在自己的房間。木工約翰·哈奇森負責犬隻生活，一名管家或船員每天都會把狗舍犬隻帶到艉艛甲板訓練。至於其他留在乘客房間的狗，美國畫家法蘭西斯·戴維斯·米萊特在從鐵達尼號最後一個停靠站愛爾蘭皇后鎮寄出的信中不以為然地寫道：「我看過（乘客）名單只看到三四個認識的人，但有……許多令人討厭、炫耀的美國女性，她們肆虐到過的任何地方，比船上的其他種種都還糟糕。她們大部分都帶著觀賞犬，還把丈夫當作小羊般帶在身旁。」狗主人計畫在4月15日舉辦狗隻表演，但在前一晚鐵達尼號就沉了。
鐵達尼號上有紀錄的狗包括：
| 主人                       | 狗                           | 細節 |
| -------------------------- | ---------------------------- | --- |
| 威廉·卡特                  | 查理斯王騎士犬和年老的萬能㹴 | |
| 哈里·安德森                | 鬆獅犬Chow-Chow              | |
| 羅伯特·威廉·丹尼爾         | 冠軍法國鬥牛犬皮科姆小子     | 在英格蘭以150英鎊高價購入                                                                                |
| 富豪約翰·雅各·阿斯特四世   | 萬能㹴凱蒂                   | |
| 瑪格麗特·貝斯坦·海斯       | 博美犬                       | （可能暗中）把牠留在自己房間                                                                             |
| 伊麗莎白·羅斯柴爾德        |                              | 把牠留在自己房間                                                                                         |
| 亨利·斯皮爾·哈珀與邁拉夫婦 | 獅子狗孫逸仙                 | [ 13 ]                                                                                                   |
| 海倫·畢曉普                | 玩賞犬Frou-Frou              | 管家認為狗「太漂亮」而無法跟其他大型犬隻關在一起，所以女主人把牠留在自己房間                             |
| 據說在船上                 | 黑紐芬蘭犬里格爾             | 據說這隻狗救了很多乘客，但許多人質疑狗能否長時間待在冰冷的海中仍能存活，而且也沒有任何證據支持這隻狗存在 |

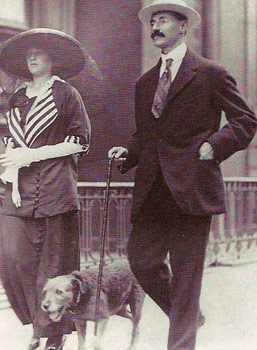
阿斯特家族和萬能㹴凱蒂

船上可能有更多狗，但細節隨飼主死亡無從得知。华盛顿哥伦比亚特区的查爾斯·摩爾原本計畫利用鐵達尼號載運100隻獵狐犬，他打算在華盛頓地區開設英式獵狐場，但最終他在登船前一刻改用另一艘船運送那些動物。
除了狗和貓，船上還有很多鳥類。來自紐約的艾拉·福爾摩斯·懷特帶了四隻雞，並可能把牠們安置在F甲板狗舍附近。她從法國進口這些動物來增加家禽。還有另一名女性據說帶了30隻公雞上船。伊麗莎白·拉梅爾·奈帶上了黃色金絲雀，在南安普頓的下一站瑟堡時她的另外兩隻狗連同她的金絲雀跟著其他乘客一起下船。任何船載運有紀錄的動物都需要購票，甚至連金絲雀都要付費，費用是25美分。
鐵達尼號和其他船一樣都躲藏著大量老鼠。在災難發生當晚的三等餐廳內因為一隻老鼠出現不小的躁動，當男人們在嘗試捕鼠，一些女人因老鼠而嚎啕大哭。

## 下場
只有幾隻動物倖存。那三隻倖存狗的飼主把牠們一起帶到救生艇而存活。瑪格麗特·海斯的博美犬上到7號救生艇並至少活到1917年6月，直到牠不知是跑走還是被偷了。伊莉莎白·羅斯柴爾德則表示拒絕登上6號救生艇，除非她的狗一起登船。哈珀夫婦把獅子狗帶上3號救生艇。海倫·畢曉普則被迫把她的Frou-Frou留在鐵達尼號房間內，這事讓畢曉普許久無法自拔。那隻狗直到衣服破裂前都一直用牙齒咬著她的裙子。在那之後，畢曉普語帶悲哀的說道：「失去小狗讓我非常受傷。我永遠不會忘記牠是如何拉著我的衣襬。牠是多麼想要陪著我。」
除此之外沒有其他動物倖存。有人在船沉時決定把狗從狗舍中放出，而牠們一群狗在傾斜的甲板上興奮地到處亂跑。有人表示一名女性乘客拒絕與寵物分離所以選擇留在船上，但幾天之後，當不來梅號穿過該浮滿殘骸的海面時，有乘客發現海上漂浮著一個女性，而她胸前還緊抱著一隻毛茸茸的大狗。羅伯特·威廉·丹尼爾的皮科姆小子最後一次見到是船沉後在冰冷的大西洋游泳。
船難後，幾名存活的飼主為寵物及家禽求償。丹尼爾為純種法國鬥牛犬求償750美元；卡特為兩隻狗求償300美元；懷特為雞求償207.87美元；安德森則為Chow-Chow求償50美元。全部十二隻狗中只有三隻存活。